# Santo Ecce-Homo
El Santo Ecce-Homo, además de la cofradía que le rinde culto y el santuario en que se custodia, hace referencia a una imagen venerada en Bembibre, provincia de León (España), en el Bierzo Alto, que es considerada como Patrono del Boeza.

## Historia
La imagen del Santo Ecce–Homo se puede considerar de una fecha tardía, sin ser una obra antigua y de gran calidad artística, como pueden creer algunas de las personas devotas. Se sitúa su confección a finales del siglo XVIII, principios del siglo XIX, siendo su probable autor Sebastián Escudero, o quizás Fernández de apellido, un imaginero rural de Salientes, quien realizó otras obras en la comarca, entre ellas el retablo y la imagen de una virgen de la iglesia de Fornela así como las puertas principales del convento de Corias, en Asturias, donde también trabajaron otros tallistas bercianos. En esta zona, parece ser, pasó los últimos años de su vida.
La imagen, trasladada a lomos de un burro desde Salientes a Bembibre, es cuestionada por el Cabildo de la Cofradía, al observar ciertas imperfecciones, lo que conlleva una disputa que se salda con la reducción en los emolumentos a abonar, reducción fijada en dos duros, el antiguo peso fuerte o peso duro, equivalente a veinte reales de vellón.
Otros estudios afirman que puede tratarse de una talla de autor desconocido, que se puede fechar en torno al primer tercio del siglo XVI, estilísticamente vinculada con el primer renacimiento español, con ciertas influencias de Juan de Valmaseda..
En todo caso, se trata de una talla en madera de nogal de aproximadamente un metro y cuarenta y dos centímetros de alto, lo que se corresponde con la estatura media de los hombres de finales del siglo XVIII.

## Representación
La imagen del Santo Ecce–Homo representa a un Cristo desnudo, cubierto con un somero paño, con ambas manos atadas a una columna que está a su lado, un Cristo Flagelado y atado a la columna, algo que se correspondería con el pasaje bíblico de Cristo en la columna o la flajelación: «Tomó entonces Pilatos a Jesús y lo mandó azotar» (San Juan 19, 1-2).
Correspondería el pasaje de Jesús Ecce–Homo a un momento posterior, en que, y siguiendo la narración de San Juan, «Pilatos les dijo: Ahí tenéis al Hombre» (en latín Ecce Homo) (San Juan 19, 5-6), con una representación iconográfica de Jesús de pie, con el manto rojo o morado, la corona de espinas y las manos atadas a la espalda o adelante.
Una confusión de pasajes evangélicos y su representación, aun cuando en otros evangelios el orden de estos hechos sea diferente, que, sin afectar en nada a la devoción que por El Santo se siente en la comarca del Boeza, se trata de explicar, según una  hipótesis propuesta por Alonso Ponga,  por la posible evolución de la Cofradía de la Vera Cruz, quizás de tipo disciplinante, a la Cofradía del Santo Ecce-Homo, en que decaen ciertos ritos pero se mantiene la iconografía, en un proceso desarrollado a lo largo de varios siglos. Así mismo, también se mantiene la hipótesis de la coexistencia de dos cofradías, de la Vera Cruz y del Santo Ecce-Homo, que, ante posibles pleitos existentes entre ellas, conllevara a hacer desaparecer la más litigiosa, refundiéndolas en una sola.
Ello no obstaría a que la imagen titular siguiera siendo la de la Vera Cruz, Cristo en la columna, un aspecto o confusión que tampoco importaría mucho a la Iglesia pues, al fin, se habla de Cristo, el hijo de Dios, existiendo una imagen pequeña, copia de la original, que se saca en las procesiones y demás actos, especialmente en las fiestas anuales, pues la imagen titular solo puede salir de su santuario, el Santuario de El Santo, cada siete años.

## Festividades
El Santo, patrón de toda la comarca del Boeza, celebra su fiesta anual el catorce de septiembre, en torno a cuya fecha se celebran las fiestas del Cristo, unas fiestas que coinciden con el final de la recogida de las cosechas agrarias más importantes, con el fin del ciclo anual de la vida, algo que es muy habitual en otros lugares de la península ibérica, de España.
Además de este festejo anual, se celebra otro de mayor relevancia, que tiene lugar cada siete años, generalmente a finales del mes de mayo o en el mes de junio, según acuerdo del cabildo. En este festejo, de ámbito comarcal, la imagen es trasladada desde su santuario –Salida del Santo– hasta la iglesia parroquial, donde se ofrece un novenario durante el que recibe la veneración de los fieles. A su término se produce el regreso, «La Subida del Santo» o también «La Entrada».